# Oštra Luka (Donji Žabar)
Pour les articles homonymes, voir Oštra Luka et Oštra Luka (Orašje).
Oštra Luka (en serbe cyrillique : Оштра Лука) est un village de Bosnie-Herzégovine. Il est situé dans la municipalité de Donji Žabar et dans la république serbe de Bosnie. Selon les premiers résultats du recensement bosnien de 2013, il compte 925 habitants.
Avant la guerre de Bosnie-Herzégovine, le village faisait partie de la municipalité d'Orašje ; après la guerre, il a été partiellement rattaché à la municipalité de Donji Žabar, située dans la république serbe de Bosnie.

## Démographie

### Évolution historique de la population dans la localité
| 1948 | 1953 | 1961  | 1971  | 1981  | 1991  | 2013 |
| ---- | ---- | ----- | ----- | ----- | ----- | ---- |
| -    | -    | 2 452 | 2 846 | 3 145 | 3 041 | 925  |

|  |

### Répartition de la population par nationalités (1991)
En 1991, le village comptait 3 041 habitants, répartis de la manière suivante, :